# Can Mir (Rubí)
Can Mir és una masia al terme de Rubí (Vallès Occidental) protegida com a bé cultural d'interès local. La masia es troba ben bé al mig d'una urbanització d'habitatges aïllats. Just enfront hi ha una estructura metàl·lica que fa funcions de camp poliesportiu.

## Arquitectura
És una masia propera a tipus II-3 (classificació de Danès i Torras), amb la crugia central de planta gairebé rectangular, amb quatre crugies, essent la quarta producte d'un creixement posterior.
L'edifici principal té planta baixa, un pis i golfes aixecades, amb teulada a doble vessant amb ràfec de peces ceràmiques, probablement al segle xix. A la façana principal hi ha una porta adovellada de mig punt de pedra sorrenca tapada per un porxo afegit al segle XX que no guarda cap relació estilística. Al damunt hi ha una finestra amb brancals i llinda de pedra sorrenca treballada, amb una inscripció que indica la data 1658.
A la façana hi ha altres obertures, de forma rectangular, algunes d'èpoques més recents; destaquen els balcons amb arcs rebaixats fets de maó i senzilles reixes de forja. A les golfes, hi ha una finestra rectangular. Alguns murs estan inclinats. Els forjats són de bigues de fusta amb tauler de rajola. Les edificacions auxiliars de la part posterior estan enfonsades.

## Història
Hi ha referències escrites de la família Mir en el Llibre dels batlles des de l'any 1286. El 1560 la masia passa a anomenar-se can Mir de Munt A mitjan segle xviii la pubilla Magdalena Mir es casa amb Joan Brustenga procedent d'una important pairalia de Santa Eulàlia de Ronçana.
Al llarg dels segles XVI, XVII i XVIII alguns alcaldes de Rubí eren procedents d'aquesta casa. A partir de l'any 1970, la finca es parcel·là, es va construir una piscina i la masia es convertí en un restaurant.